# تدويم علوي

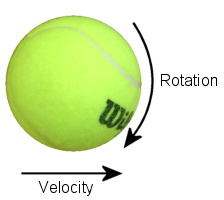
السرعة والدوران

التدويم العلوي أو الأمامي خاصية للكرة التي تدور للأمام أثناء تحركها. يؤدي الدوران العلوي على كرة يتم دفعها عبر الهواء إلى إضفاء قوة نزولية تؤدي إلى سقوط الكرة ، بسبب تفاعلها مع الهواء (انظر تأثير مَغنوس). التدويم العلوي هو عكس التدويم الخلفي.

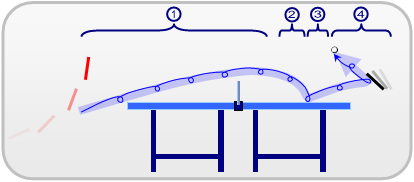
التدويم العلوي في كرة الطاولة

يظهر تأثير مَغنوس على الكرة. يمثل v سرعة الهواء ، ويمثل السهم F القوة الناتجة باتجاه جانب الضغط المنخفض.